# Nepravilna galaktika
Postoje dva tipa nepravilnih (eng: Irregular) galaktika, s oznakama Irr I i Irr II.
Irr I su, na neki način, nastavak Hubbleove viljuške iza klase Sc, jer imaju veliki udio plina i dominaciju mladih zvijezda. Nepravilne galaktike tipa I mogu sadržavati i neku vrstu "šipke" (kao prečkaste spiralne), te začetke spiralne strukture, kao što je slučaj kod Magellanovih oblaka. Takve se galaktike ponekad i nazivaju i Magellanske nepravilne. Primjer je Veliki Magellanov oblak.
Irr II su one nepravilne galaktike koje nemaju strukturu zbog neke vrste smetnje. Primjer je Messier 82 u Velikom medvjedu koja proživljava period formiranja zvijezda.
Nepravilne galaktike najčešće sadrže brojna HII područja u kojima se formiraju nove zvijezde.
Nepravilne galaktike nemaju određeni oblik. Bogate su međuzvjezdanom tvari, a udio mladih (modrih) zvijezda u njima vrlo je visok. U ovaj razred galaktiak nalaze se aktivne, zvjezdorodne i međudjelujuće galaktike.
Vidi i :
- Spiralna galaktika
- Eliptična galaktika
- Lećasta galaktika (lentikularne)
- Klasificiranje galaktika
- Neobična galaktika (peculiar galaxy)
- Aktivna galaktička jezgra

## Vanjske poveznice
- astro.fdst.hr :: Kozmologija :: Morfologija galaksija  Arhivirana inačica izvorne stranice od 30. listopada 2005. (Wayback Machine)